# Zuzana Bergrová
Zuzana Bergrová (ur. 24 listopada 1984 w Ujściu nad Łabą) – czeska lekkoatletka specjalizująca się w długich biegach sprinterskich oraz płotkarskich, uczestniczka letnich igrzysk olimpijskich w Londynie (2012).

## Sukcesy sportowe
- mistrzyni Czech w biegu na 400 metrów – 2004
- trzykrotna mistrzyni Czech w biegu na 400 metrów przez płotki – 2007, 2010, 2011
- trzykrotna wicemistrzyni Czech w biegu na 400 metrów przez płotki – 2005, 2006, 2012
- halowa wicemistrzyni Czech w biegu na 400 metrów – 2004[1]

| Rok  | Miasto   | Zawody                    | Konkurencja                          | Wynik                    |
| ---- | -------- | ------------------------- | ------------------------------------ | ------------------------ |
| 2008 | Walencja | Halowe mistrzostwa świata | sztafeta 4 × 400 m                   | 4. miejsce               |
| 2010 | Doha     | Halowe mistrzostwa świata | sztafeta 4 × 400 m                   | brązowy medal            |
| 2011 | Daegu    | Mistrzostwa świata        | sztafeta 4 × 400 m                   | 7. miejsce               |
| 2012 | Helsinki | Mistrzostwa Europy        | sztafeta 4 × 400 m bieg na 400 m ppł | brązowy medal 7. miejsce |
| 2012 | Londyn   | Igrzyska olimpijskie      | sztafeta 4 × 400 m                   | 7. miejsce               |

## Rekordy życiowe
- bieg na 400 metrów – 53,03 – Ostrawa 27/05/2010
- bieg na 400 metrów (hala) – 53,37 – Wiedeń 16/02/2010
- bieg na 400 metrów przez płotki – 55,78 – Helsinki 28/06/2012